# Djahid Berrahal
Djahid Berrahal (arab. جهيد برحال ;ur. 24 stycznia 1994) – algierski zapaśnik walczący w stylu wolnym. Olimpijczyk z Tokio 2020, gdzie zajął czternaste miejsce w kategorii 125 kg. Wicemistrz Afryki w 2020, piąty w 2024.